# Théâtre dada
Le théâtre dada est un des moyens d'expression du mouvement dada, que ce soit sous la forme d'un authentique répertoire de pièces de théâtre, ou celle des multiples expressions scéniques, de manifestations relevant du happening, rendant ainsi la frontière floue entre littérature et performance d'art contemporain.
D'une part, les poètes dadaïstes comme Tristan Tzara, Georges Ribemont-Dessaignes se sont également illustrés comme dramaturges, et ont écrit et fait mettre en scène plusieurs pièces. D'autre part, l'expression scénique est un élément essentiel du mouvement puisque celui-ci naît au Cabaret Voltaire à Zurich, et se développe par un certain nombre de performances.
Les membres de dada reprennent les techniques de cabaret, revue, music-hall, cirque ou variétés, faisant sketchs, marionnettes, parades, défilés, chansons, masques, bruitages. Emmy Hennings fabrique des poupées, Marcel Janco des masques. Leurs ballets évoquent des danses chamaniques dans des improvisations démentes. En cela ils utilisent les mêmes procédés que le futurisme, mais en structurant leurs œuvres par le collage de matériaux de récupération assemblés par le hasard. Pour eux, ce théâtre doit se jouer partout, et transgresser le statut d'auteur, auteurs et autrices devenant des manifestes.

## Les pièces de théâtre
L'Empereur de Chine de Georges Ribemont-Dessaigne, écrite dès 1916 est généralement considérée comme la première pièce de théâtre dada.
Écrite en quelques jours « en pleine euphorie dadaïste », la pièce le Cœur à gaz de Tristan Tzara a été créée lors du Salon Dada de juin 1921. Une deuxième représentation est au cœur de la soirée du Cœur à barbe qui marque en 1923 la rupture entre dadaïstes et surréalistes.

## Autres manifestations scéniques

### Inspirations
En France, les membres de dada sont très influencés par le théâtre d'Alfred Jarry, les pièces de Charles Cros et par le cabaret Le Chat noir.

### Le «Procès Barrès»
En France, les dadas parisiens prennent la forme du procès pour exprimer leur rejet de l'art dit académique. Ainsi le procès Barrès qui se veut être la « mise en accusation et jugement de M. Maurice Barrès par Dada ». Cette performance s'est déroulée le vendredi 13 mai 1921 à Paris salle des Sociétés savantes (8, rue Danton).

## Liste de pièces de théâtre dadaïstes
- Georges Ribemont-Dessaignes
  - L'Empereur de Chine (1921)
  - Le Serin muet (1921)
  - Le Zizi de Dada (1921)
  - Le Bourreau du pérou (1928)
  - Arc-en-ciel (1926)
  - Le Partage des Os (1929)
  - Faust (1931)
  - Le Bal (1932)

- Tristan Tzara
  - La Première Aventure céleste de Mr Antipyrine (1916)
  - Le Cœur à gaz (1921)

### Sources primaires
- Georges Ribemont-Dessaignes, L'Empereur de Chine suivi du Serin muet, Paris, Au sans pareil, coll. « Dada », 1921, 152 p.
- Georges Ribemont-Dessaignes, Le Bourreau du Pérou, Paris, Au sans pareil, 1928, 189 p.

### Sources secondaires

#### Dada
- [Dachy 2005b] Marc Dachy, Dada, La révolte de l'art, Paris, Gallimard / Centre Pompidou, 2005 (ISBN 2-07-031488-X)
- [Le Bon 2005] Laurent Le Bon (dir.), Dada (exposition, Centre Pompidou, Galerie 1, du 5 octobre 2005 au 9 janvier 2006), Centre Pompidou, 2005 (ISBN 2-84426-277-5) — Dossier pédagogique (archive)
- [Sanouillet 2005] Michel Sanouillet, Dada à Paris, CNRS Éditions, 2005 (1re éd. 1965) (ISBN 978-2-271-06337-3, DOI 10.4000/books.editionscnrs.8798, lire en ligne)

#### Théâtre Dada
- Henri Béhar, Étude sur le théâtre dada et surréaliste, Paris, Gallimard, coll. « Les Essais », 1967 ; nouvelle édition revue et augmentée : Le Théâtre dada et surréaliste, Paris, Gallimard, coll. « Idées/Gallimard », 1979.
- Émilien Carassus, « De quelques surréalistes et du „Procès Barrès” : Lettres inédites de Louis Aragon et de Pierre Drieu la Rochelle à Maurice Barrès », Littératures, 1985, n° 13, pp. 151-168.
- Michel Corvin, « Le théâtre dada existe-t-il ? », Revue d'histoire du Théâtre, no 3,‎ 1972
- Denis Marleau, « Dada : un théâtre international de variétés subversives », Études littéraires, vol. 19, no 2,‎ 1986, p. 13–22 (DOI https://doi.org/10.7202/500753ar)